# Швачко Роман Олександрович
Рома́н Олекса́ндрович Швачко́ (21.04.1975, м. Бердянськ — 14.11.2014, м. Запоріжжя) — солдат Збройних сил України.

## Короткий життєпис
Закінчив Запорізьку державну інженерну академію. Був активістом Запорізької Самооборони. Строкову службу не служив, на фронт пішов 5 вересня як доброволець. Його батько, полковник запасу, ветеран-«афганець» ще навесні пішов до військкомату, але його не взяли за віком. Сім'я допомагала бійцям батальйону, молодший брат возив гуманітарну допомогу бійцям у зону АТО. Оператор протитанкового відділення, 37-й окремий мотопіхотний батальйон — 93-тя окрема механізована бригада.
14 листопада 2014-го загинув майже опівночі на блокпосту біля Авдіївки — після мінометного обстрілу Роман вийшов з укриття перевірити територію, за півтора метра від нього розірвалася міна.
Без Романа лишилися дружина й 14-річний син. Похований у місті Запоріжжя.

## Нагороди та вшанування
За особисту мужність і героїзм, виявлені у захисті державного суверенітету та територіальної цілісності України, вірність військовій присязі під час російсько-української війни, відзначений — нагороджений
- 4 червня 2015 року — орденом «За мужність» III ступеня (посмертно).
- орденом «За заслуги перед Запорізьким краєм» III ступеня, посмертно (розпорядження голови Запорізької обласної ради від 09.11.2016 № 404-н)[2].
- У травні 2016 року на будівлі ЗОШ № 97 м. Запоріжжя відкрито меморіальну дошку на честь Р. Швачка.